# 科斯 (阿列日省)
科斯（法語：Cos，法語發音：[kɔs]）是法国阿列日省的一个市镇，属于富瓦区。

## 地理
科斯（42°58'40"N, 1°34'10"E）面积6.4 平方千米，位于法国奧克西塔尼大區阿列日省，该省份为法国西南部内陆省份，西部和北部与上加龙省接壤，东临奥德省，东南至东比利牛斯省接壤，南与安道尔和西班牙接壤。
与科斯接壤的市镇（或旧市镇、城区）包括：博卢、富瓦、圣马丹德卡拉尔普、滨河圣皮埃尔、韦尔纳茹勒。
科斯的时区为UTC+01:00、UTC+02:00（夏令时）。

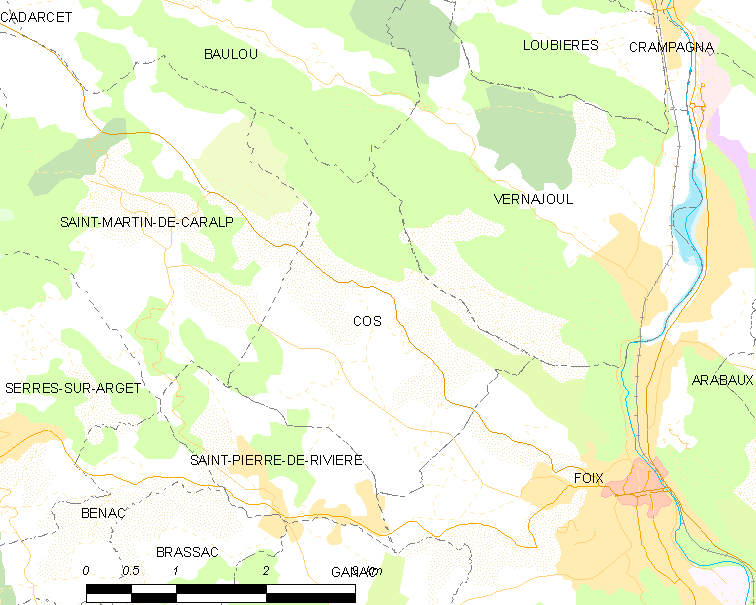
科斯的OSM定位图

## 行政
科斯的邮政编码为09000，INSEE市镇编码为09099。

## 政治
科斯所属的省级选区为富瓦县。

## 人口

1962-2008年间科斯人口变化图示

科斯于2022年1月1日时的人口数量为358人。